# 52.º Prêmio APCA
Os prêmios da edição 2007 do Troféu APCA foram entregues numa festa no Teatro Sérgio Cardoso, São Paulo, em 5 de maio de 2008.

## Premiados

### Artes Visuais
- Grande Prêmio da Crítica: Cinéticos, do Instituto Tomie Ohtake
- Retrospectiva: Vieira da Silva, do MAM-SP
- Exposição Internacional: Kurt Schwitter - 1887-1948 - O Artista Merz, da Pinacoteca do Estado
- Instituição Cultural: Instituto Moreira Salles (Marc Ferrez)
- Obra Gráfica: Guto Lacaz, do Centro Cultural São Paulo
- Fotografia: Vicente de Mello, da Pinacoteca do Estado
- Iniciativa Cultural: Fundação Ema Gordon Klabin

Votaram: Antonio Santoro Jr., Dalva de Abrantes, Luiz Ernesto Machado Kawall, José Henrique Fabre Rolim, Nathalia Lavigne e Rubens Fernandes Jr.

### Cinema
- Filme: Jogo de Cena
- Diretor: José Padilha, por Tropa de Elite
- Fotografia: Walter Carvalho, por Baixio das Bestas
- Roteiro: Beto Brant, Renato Ciasca e Marçal Aquino, por Cão Sem Dono
- Montagem: Daniel Rezende, por Tropa de Elite
- Ator: Selton Mello, por O Cheiro do Ralo
- Atriz: Carla Ribas, por A Casa de Alice

Votaram: Neusa Barbosa, Walter Cezar Addeo, Flávia Guerra, Marcos Pinho, Luiz Carlos Merten, Érico Fuks e Franthiesco Ballerini.

### Dança
- Espetáculo: Experimentações Inevitáveis +Antropofágica3, da Cia. Nova Dança 4
- Criação/Intérpretes: Vapor - Helena Bastos, de Raul Rachou
- Concepção em Dança: Gustavo Ciríaco, por Still Sob o Estado das Coisas
- Bailarino: Dielson Pessoa, por Balé da Cidade de São Paulo
- Produção em Dança: Dora Leão, por Platô Produções
- Pesquisa em Dança: Cena 11 – Pequenas Frestas de Ficção Sobre Realidade Insistente
- Percurso da Pesquisa: Ângelo Madureira e Ana Catarina Vieira (5 anos)

Votaram: Christine Greiner, Helena Katz e Marcos Bragato.

### Literatura
- Ficção: O Filho Eterno, de Cristóvão Tezza
- Não-Ficção: O Príncipe Maldito, de Mary del Priore
- Contos: A Copista de Kafka, de Wilson Bueno
- Memórias: Conspiração de Nuvens, de Lygia Fagundes Telles
- Reportagem: O Chão de Graciliano, de Audálio Dantas e Tiago Santana
- Poesia: Belvedere, de Chacal

Votaram: Dirce Lorimier Fernandes, Marcelo Pen, Ricardo Nicola, Ubiratan Brasil e Luiz Costa Pereira Jr.

### Música Erudita
Nesta edição, a APCA não premiou a categoria "Música Erudita", por falta de quórum.

### Música Popular
- Disco: Onde Brilhem os Olhos Seus, de Fernanda Takai
- Cantora: Roberta Sá
- Cantor: Paulinho da Viola
- Grupo: Orquestra Imperial
- Revelação Feminina: Marina de La Riva
- Revelação Masculina: Edu Krieger
- Grupo Revelação: Fino Coletivo

Votaram: Inês Correia, Pedro Alexandre Sanches e José Norberto Flesch.

### Rádio
- Grande Prêmio da Crítica: Rádio Eldorado AM – Ingresso no setor esportivo em parceria com a ESPN Brasil
- Musical: Sala de Professores (Eldorado FM)
- 'Variedades: Fim de Expediente (CBN)
- Cultura: Noites Paulistanas (CBN)
- Internet: Podcast Muqueca de Siri http://www.muquecadesiri.podomatic.com
- Humor: Energia na Véia (Rádio Energia 97)
- Programa: Plug Eldorado (Eldorado AM)

Votaram: Marcos Lauro, Marco A. Ribeiro e Sílvio Di Nardo.

### Teatro
- Espetáculo: My Fair Lady
- Diretor: Gabriel Villela, por Salmo 91
- Atriz: Renata Zhaneta, por A Grande Imprecação Diante dos Muros da Cidade e Macbeth - A Peça Escocesa
- Ator: Guilherme Weber, por Educação Sentimental do Vampiro
- Autor: Fauzi Arap, por Chorinho
- Prêmio Especial da Crítica: Satyrianas
- Grande Prêmio da Crítica: Bibi Ferreira

Votaram: Afonso Gentil, Antonio Sergio Pachoal, Celso Curi, Érika Riedel, Evaristo Martins de Azevedo, Mauro Fernando, Maria Lúcia Candeias e Michel Fernandes.

### Teatro Infantil
- Espetáculo: O Tesouro do Balacobaco
- Texto: Milton Morales Filho, por O Cadarço Laranja
- Texto Adaptado: Ângelo Brandini, por Othelito
- Direção: Fernando Yamamoto, por Fábulas
- Ator: Rogério Ferraz, por Fábulas
- Atriz: Alexandra Golik, por Peter Pan e Wendy
- Cenário: Marisa Bentivegna, por O Menino Teresa

Votaram: Dib Carneiro Neto, Gabriela Romeu,Marcelo Ventura, Fernanda Araújo e Helena Galante.

### Televisão
- Novela: Paraíso Tropical, de Gilberto Braga (TV Globo)
- Atriz: Camila Pitanga, por Paraíso Tropical (TV Globo) e Jussara Freire, por Vidas Opostas (TV Record)
- Ator: Wagner Moura, por Paraíso Tropical (TV Globo); Marcelo Serrado, por Vidas Opostas (TV Record) e Mandrake (HBO)
- Programa de Entrevistas: Irritando Fernanda Young (GNT)
- Programa Feminino: Hoje em Dia (TV Record)

Votaram: Edianez Parente, Etienne Jacintho e Leila Reis.